# Blaž Božič
Blaž Božič, slovenski nogometaš, * 23. oktober 1990, Ljubljana.
Božič je slovenski profesionalni nogometaš, ki igra na položaju vezista. Od leta 2019 je član avstrijskega kluba URC Thal/Assling. Pred tem je igral za slovenske klube Interblock, Olimpijo, Šenčur in Ilirijo, italijanski ASD Cordenons ter avstrijske SC Schwaz, SV Arnoldstein in SF Rückersdorf. Skupno je v prvi slovenski ligi odigral 114 tekem in dosegel dva gola. Bil je tudi član slovenske reprezentance do 17, 18, 19, 20 in 21 let. 